# Baszków (wieś w województwie wielkopolskim)
Baszków – wieś w Polsce położona w województwie wielkopolskim, w powiecie krotoszyńskim, w gminie Zduny.
Baszków jest położony około 5 km na zachód od Zdun, około 10 km na zachód od Krotoszyna i około 35 km na zachód od Ostrowa Wielkopolskiego, przy drodze powiatowej Zduny-Kobylin.
Liczy ponad 1000 mieszkańców. Przez okoliczne łąki przebiegają rzeki: Orla, Żydowski Potok i Borownica.
| SIMC    | Nazwa     | Rodzaj     |
| ------- | --------- | ---------- |
| 0210884 | Hadrianów | przysiółek |

## Historia
Pod obecną nazwą znany od 1457. Podobno kiedyś była w tym miejscu jeszcze wieś Włodyki, która połączyła się w bliżej nieokreślonym momencie (lecz na pewno nie wcześniej niż w 1546) z Baszkowem. Początkowo była własnością rodu Baszkowskich. Po 1613 Abraham Sieniut (pan Kobylina i posiadający znaczne udziały w Zdunach) zbudował tutaj wielką drewnianą rezydencję i żył tutaj również jego wnuk. 
Następnie wieś Zborowskich herbu Jastrzębiec. W przeciągu 60 lat ze zwykłej szlachty stali się rodem magnackim i zajmowali najwyższe stanowiska w państwie.
W 1684 roku Baszków przeszedł na własność Leszczyńskich, a następnie, prawdopodobnie w 1791 Mielżyńskich, którzy ufundowali pałac z 1804-1805 i obecny kościół pw. WNMP z 1829, zbudowany na miejscu starszego, drewnianego. Heinrich XIII von Reuss wszedł w posiadanie wsi (podobno wygrał ją w karty) w 1861. Od 1913 do 1939 właścicielami pałacu byli Czartoryscy.
W okresie Wielkiego Księstwa Poznańskiego (1815-1848) miejscowość należała do wsi większych w ówczesnym pruskim powiecie Krotoszyn w rejencji poznańskiej. Baszków należał do okręgu kobylińskiego tego powiatu i stanowił odrębny majątek, którego właścicielem był wówczas Aleksander Mielżyński. Według spisu urzędowego z 1837 roku wieś liczyła 449 mieszkańców, którzy zamieszkiwali 52 dymy (domostwa).
W okresie międzywojennym 1925 - 1936, w okolicach Baszkowa pocztowiec i późniejszy harcmistrz Ludwik Danielak organizował obozy harcerskie, także w ramach Przysposobienia Wojskowego. Tworzył na terenie powiatu krotoszyńskiego drużyny harcerskie, zarówno żeńskie jak i męskie, które przysposabiał do przyszłej służby Polsce.
Baszków został wyzwolony spod okupacji hitlerowskiej w styczniu 1945 roku przez oddziały radzieckie 1 Frontu Białoruskiego. Ich pamięć uczczono pomnikiem w miejscowym parku.
W latach 1954–1959 wieś należała i była siedzibą władz gromady Baszków, po jej zniesieniu w gromadzie Zduny. W latach 1975–1998 miejscowość należała administracyjnie do województwa kaliskiego.

## Zabytki

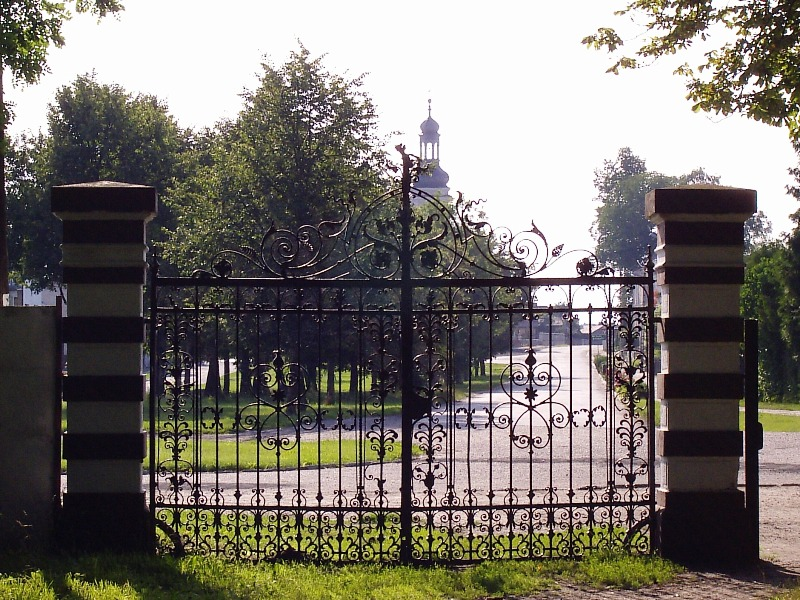
brama pałacu, widok na kościół

- Pałac w Baszkowie wybudowany około 1804-1805 roku dzięki mecenatowi Mikołaja Mielżyńskiego przez ludzi związanych z pracownią Davida Gilly'ego, późnoklasycystyczny; przebudowany około 1860 roku; dodano wówczas północne skrzydło z salą jadalną; portal przyozdobiony jest czterema kolumnami jońskimi i tympanonem z kartuszem herbowym von Reuss; w 1913 roku został sprzedany Olgierdowi Czartoryskiemu i aż do 1939 r. był własnością Czartoryskich. Obecnie mieści się w nim Dom Pomocy Społecznej,
  - park krajobrazowy z sadzawkami, głazami narzutowymi i różnorodnym drzewostanem (ok. 11 ha) utworzony ok. 1830 roku przez żonę M. Mielżyńskiego i jego synową Katarzynę Potulicką,
- kościół parafialny fundacji Mielżyńskich pw. WNMP, klasycystyczny, z 1829 roku
  - ołtarz główny z dużym krzyżem z XVII wieku (pochodzący prawdopodobnie z wcześniejszego drewnianego kościoła) oraz rzeźbami św. Stanisław i św. Wojciech wykonanymi w 1919 roku przez Marcina Rożka,
- zabudowania folwarczne z XIX wieku,
  - kuźnia dworska, neogotycka,
  - chałupy konstrukcji szachulcowej,
- grodzisko średniowieczne - Rejestr NID - numer rejestru - 439/Wlkp/C z 2012-11-21 (stanowisko 1)
- Na wschód od Baszkowa przy rozstaju dróg niedaleko leśniczówki w lesie znajduje się kamienna tablica pamiątkowa na cześć brata niegdysiejszego właściciela pałacu w Baszkowie- Heinricha XIII von Reuss,

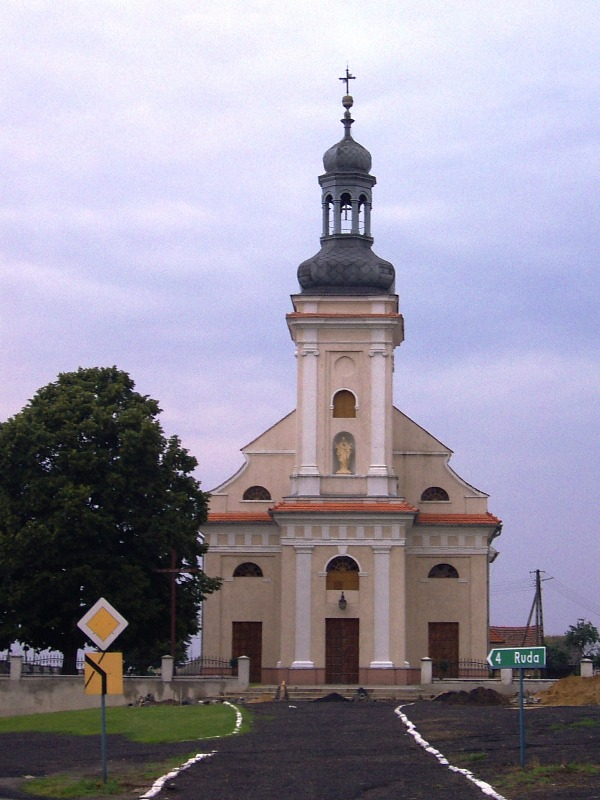
Kościół

## Przyroda
- Obszar Chronionego Krajobrazu Dąbrowy Krotoszyńskie i Baszków Rochy,
- Rezerwat przyrody Baszków, florystyczny,
- lasy baszkowskie z pojedynczymi okazami bociana czarnego i kraski,
- ponadto spotyka się tu sarnę, jelenia, daniela, dziki, a także bogactwo płazów i żmiję zygzakowatą, przylatują tu także żurawie i szczególnie liczne gęsi.
- lasy wokół Baszkowa pełne są starych dębów, a te po południowej stronie wsi stawów.

## Turystyka
- Baszków jest celem czerwonego szlaku pieszego biegnącego z Krotoszyna, który liczy 15,3 km i biegnie m.in. obok kopii krzyża napoleońskiego, przez rezerwat Mszar Bogdaniec i rezerwat Baszków.
- W okolicznych lasach wytyczono jeszcze kilka szlaków rowerowych (czarny - 44,1 km i zielony - 39,3 km) i pieszych: żółty o długości 17,6 km (którego atrakcją są kurhany z II okresu epoki brązu i wczesnośredniowieczne grodzisko Sulimira) i zielony liczący 12,2 km oraz ekologiczną ścieżkę przyrodniczą o długości 4,3 km przebiegającą przez rezerwat Mszar Bogdaniec i rezerwat Baszków.